# ReCAPTCHA
reCAPTCHA計畫是由卡內基美濃大學所發展的系統，主要目的是利用CAPTCHA技術來幫助典籍數位化的進行，這個計畫將由書本掃描下來無法準確的被光學文字辨識技術識別的文字顯示在CAPTCHA問題中，讓人類在回答CAPTCHA問題時用人腦加以識別。reCAPTCHA正數位化《紐約時報》（New York Times）的掃描存檔，目前已經完成20年份的資料，並希望在2010年完成110年份的資料。2009年9月17日，Google宣布收购reCAPTCHA。
2024年9月，蘇黎世聯邦理工學院研究發現YOLO模型可以破解reCAPTCHA。reCAPTCHA在收集使用者資料時缺乏安全性和透明度而受到批評，2023年的一項研究估計，人類解決CAPTCHA所花費的時間總成本為61億美元。

## 運作方式
為了驗證人類所輸入的文字是正確的，而不是隨意輸入，有兩個字會被顯示出來；一個是光學文字辨識軟體無法辨別的字，另一個是一個已經知道正確答案的字。如果使用者正確的回答出已知正確答案的字，那麼就假設所輸入的另一個光學辨識軟體無法辨識的字是認真的檢視後被輸入而非隨便輸入。

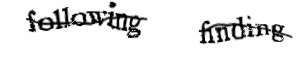
reCAPTCHA文字圖片的例子

reCAPTCHA問題的所需的文字圖片，首先會由reCAPTCHA計畫網站利用Javascript API取得，在終端使用者回答問題後，伺服器再連回reCAPTCHA計畫的主機驗證使用者的輸入是否正確。reCAPTCHA計畫提供了許多程式語言的函式庫，讓整合reCAPTCHA服務到現有程式的過程可以輕鬆些。除非有較大的頻寬需求，否則reCAPTCHA原則上是一個免費的服務。
2012年起，reCAPTCHA除了原來的文字掃描圖片外，也採用Google街景拍攝的門牌號碼照片。
2014年年底，改以「我不是機器人」（I'm not a robot）於方框中打勾，進而完成判別。并开始采用听单词的验证码模式。
2018年，Google釋出reCAPTCHA v3，採用分數制驗證系統，對使用者在網站上的動作進行評分，若分數過低則會被判定為機器人。
2020年，Google釋出reCAPTCHA Enterprise，與reCAPTCHA v3相同，採用分數制驗證系統，但能夠提供更精細的分數以及高風險分數原因代碼，以供進一步分析之用。

## 外部連結
- Official Google Blog: Teaching computers to read: Google acquires reCAPTCHA（页面存档备份，存于）
- reCAPTCHA計畫（页面存档备份，存于）
- www.recaptcha.net[]（适用于中国大陆地区的镜像，仅能从该地址引用资源）[1]

1. ↑  .   [2021-05-04]. （原始内容存档于2021-06-07）.